# كريستوفر بوستيك
كريستوفر بوستيك (بالإنجليزية: Chris Bostick)‏ هو لاعب كرة قاعدة أمريكي، ولد في 24 مارس 1993 في روتشستر في الولايات المتحدة.

## وصلات خارجية
- كريستوفر بوستيك على موقع دوري كرة القاعدة الرئيسي (الإنجليزية)
- كريستوفر بوستيك على موقعبيزبول رفرنس.كوم (الدوري الرئيسي) (الإنجليزية)
- كريستوفر بوستيك على موقعبيزبول رفرنس.كوم (الدوري الثانوي) (الإنجليزية)
- كريستوفر بوستيك على موقع إي إس بي إن.كوم (أم.أل.بي) (الإنجليزية)
- كريستوفر بوستيك على موقع مشجعي الرسوم البيانية (الإنجليزية)